# 岩手県道26号大槌小国線
岩手県道26号大槌小国線（いわてけんどう26ごう おおつちおぐにせん）は、岩手県上閉伊郡大槌町から宮古市小国に至る県道（主要地方道）である。

## 概要
当路線と国道106号、国道340号を介して、大槌町と盛岡市を最短距離で結ぶルートだが、大槌町と宮古市の境にある土坂峠付近は道路幅が狭く、急勾配と急カーブが連続する区間である。

### 路線データ
- 実延長：35,120.9 m[1]
- 起点：上閉伊郡大槌町[1]（安度立体交差点、県道231号・県道280号交点）
- 終点：宮古市小国[1]（国道340号交点）

## 歴史
- 1959年（昭和34年）3月31日 - 小国大槌線として県道に認定される[1][2]。
- 1982年（昭和57年）4月1日 - 県道小国大槌線が、大槌川井線として建設省（現・国土交通省）から主要地方道の指定を受ける[3]。
- 1993年（平成5年）5月11日 - 建設省から主要地方道に再指定される[4]。
- 2010年（平成22年）1月1日 - 川井村が宮古市へ編入合併されたのに伴い、路線名が大槌小国線に変更される[5]。

## 地理

### 通過する自治体
- 上閉伊郡大槌町
- 宮古市

### 交差する道路
- 岩手県道231号吉里吉里釜石線・岩手県道280号大槌小鎚線（大槌町安渡一丁目）
- 国道45号（大槌町大槌第16地割）
- E45 三陸沿岸道路（釜石山田道路）大槌IC（大槌町大槌第16地割）
- 国道340号（宮古市小国第5地割）